# Estadio Roque Battilana
El Estadio Roque Battilana es un estadio de fútbol de Paraguay que se encuentra ubicado en la ciudad de Asunción. En este escenario, que cuenta con capacidad para 6000 personas, hace las veces de anfitrión el equipo de fútbol del Deportivo Recoleta.
El predio donde está el estadio fue adquirido en el año 1941.
La denominación del estadio es en honor a uno de los primeros dirigentes del club, el señor Roque Battilana.
Para la temporada 2002 en la que el club participó en Primera División el estadio tuvo varias mejoras en su infraestructura.